# Kim (novela)
Kim es una novela picaresca y de espionaje del escritor Sir Rudyard Kipling. Publicada en 1901 por MacMillan & Co. Ltd., tiene como fondo el conflicto político en Asia Central entre el Imperio Ruso y el Imperio Británico, llamado El Gran Juego. Notable por el detallado retrato del pueblo de la India.

## Resumen
Kimball O'Hara, llamado Kim, es un huérfano, hijo de un soldado inglés y una madre irlandesa. Sobrevive mendigando y haciendo mandados en las calles de Lahore, durante el período de la India colonial. Está tan inmerso en la cultura local, que pocos notan que es de raza blanca. Kim ocasionalmente trabaja para Mahbub Ali, un comerciante de caballos y también un agente del servicio secreto británico, institución a la que Kim posteriormente ingresará.
Kim hace amistad con un anciano lama tibetano que busca el legendario Río de la Flecha, a través del Samsara. El muchacho se convierte en su discípulo o chela, y parten juntos en un viaje recorriendo una antigua carretera llamada Gran Tronco. En el camino se va enterando del llamado Gran Juego, un conflicto político ya arriba mencionado entre el Imperio Ruso y el Imperio Británico. Fortuitamente recibe un encargo de los británicos para llevar un mensaje al comandante británico en Ambala.     
Por otro lado el capellán del regimiento del padre de Kim, descubre que este último pertenece a la Francmasonería, al notar que lleva el símbolo masón colgado al cuello, y le obliga a separarse del lama. Kim se opone a la separación, pero el lama le convence de que es lo mejor para él y finalmente Kim es enviado a estudiar a la ciudad de Lucknow, en una prestigiosa escuela británica, financiado por el lama.
Pasa el tiempo, Kim mantiene la comunicación con el lama, por quien el muchacho sigue teniendo afecto. Kim también ha seguido en contacto con el servicio secreto británico, y durante unas vacaciones de Kim, es reclutado y entrenado como espía, por el sahib Lurgan, un joyero, que también es agente británico en la ciudad de Simla. Parte de la educación comprende un ejercicio de memoria visual llamado El juego de las joyas.  Después de tres años de entrenamiento, Kim recibe un empleo gubernamental, desde donde comenzará a operar en El Gran Juego, pero antes se le concede un bien merecido descanso. Kim vuelve a encontrarse con el lama y por órdenes de su superior, el babú Harry Chunder Mookherjee, hacen un viaje al Himalaya.
En este punto el mundo del espionaje y los hilos espirituales de la historia chocan, cuando el lama inconscientemente entra en conflicto con agentes de inteligencia rusos. Kim por su parte logra obtener de los rusos mapas, documentos y otros importantes detalles, que muestran el trabajo de zapa del Imperio ruso en las zonas bajo control de los británicos. Mookherjee consigue acercarse secretamente  a los rusos bajo la apariencia de ser un guía, y de esta manera se asegura de que los elementos obtenidos por Kim, no vuelvan a manos de los rusos.  
Con la ayuda de porteadores y lugareños, Kim logra rescatar al lama. El lama se da cuenta de que se ha extraviado al descubrir que su búsqueda del río de la Flecha debería hacerse realmente en las planicies y no en las montañas, y ordena a los porteadores retornar. Ya de regreso, Kim y el lama descansan y recuperan su salud después del difícil viaje.
Kim entrega los documentos rusos a sus superiores y es visitado por Mahbub Alí, que se interesa por él.
El lama finalmente encuentra el río de la Flecha y logra la iluminación espiritual. Kim se encuentra en la encrucijada entre seguir siendo una pieza en el Gran Juego, seguir el camino espiritual del budismo tibetano, o seguir una combinación de ambos.

## Adaptaciones
- Kim de la India, película de 1950 de la MGM, protagonizada por Errol Flynn.

- Datos: Q589868
- Multimedia: Kim (novel) / Q589868